# بیگ اسپرینگ (تگزاس)
بیگ اسپرینگ، تگزاس(به انگلیسی: Big Spring, Texas) شهری در ایالت تگزاس از ایالات جنوبی ایالات متحده آمریکا است. در سرشماری سال ۲۰۰۰، جمعیت این شهر ۲۵۲۳۳ نفر اعلام شد.

## نگارخانه

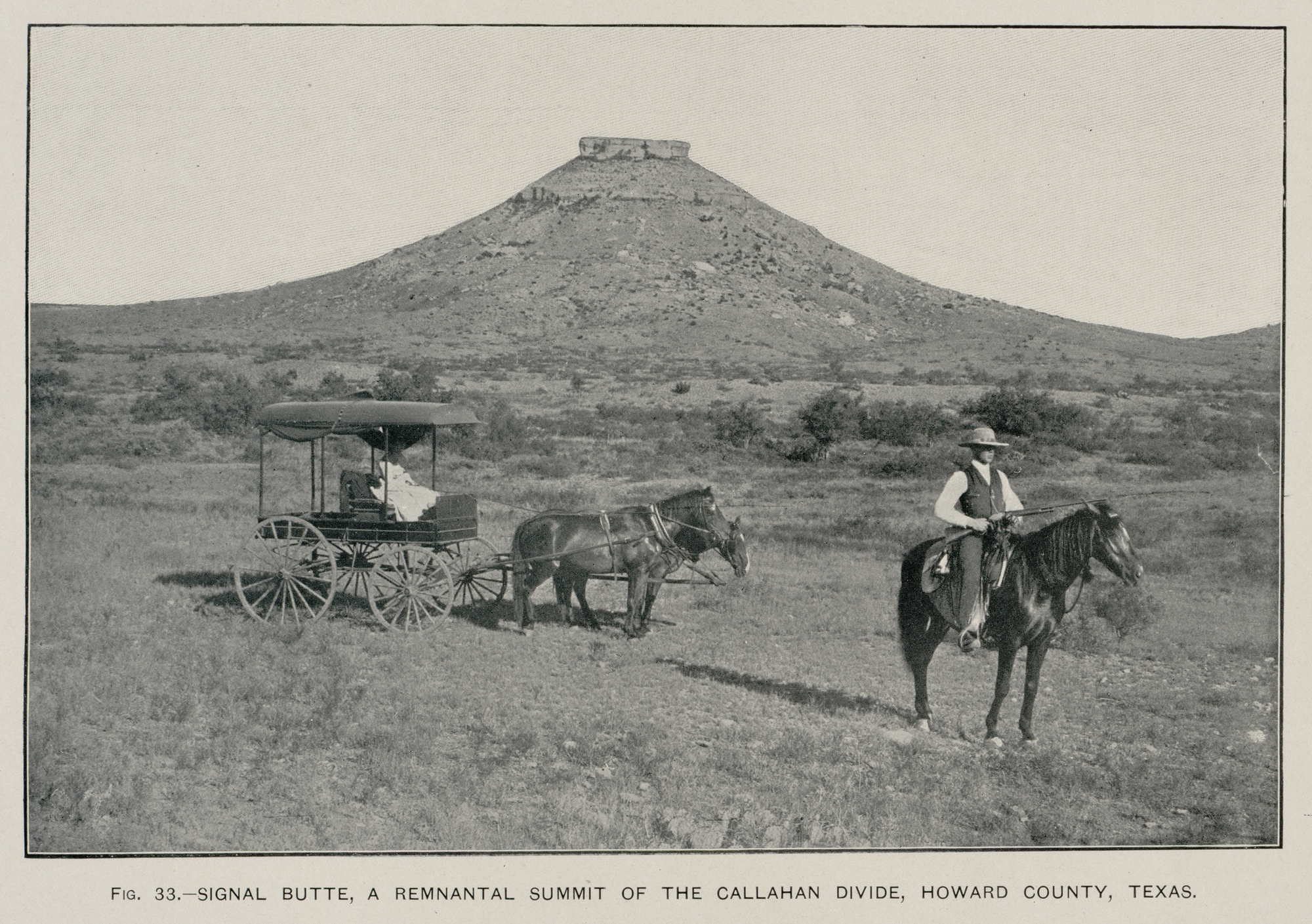
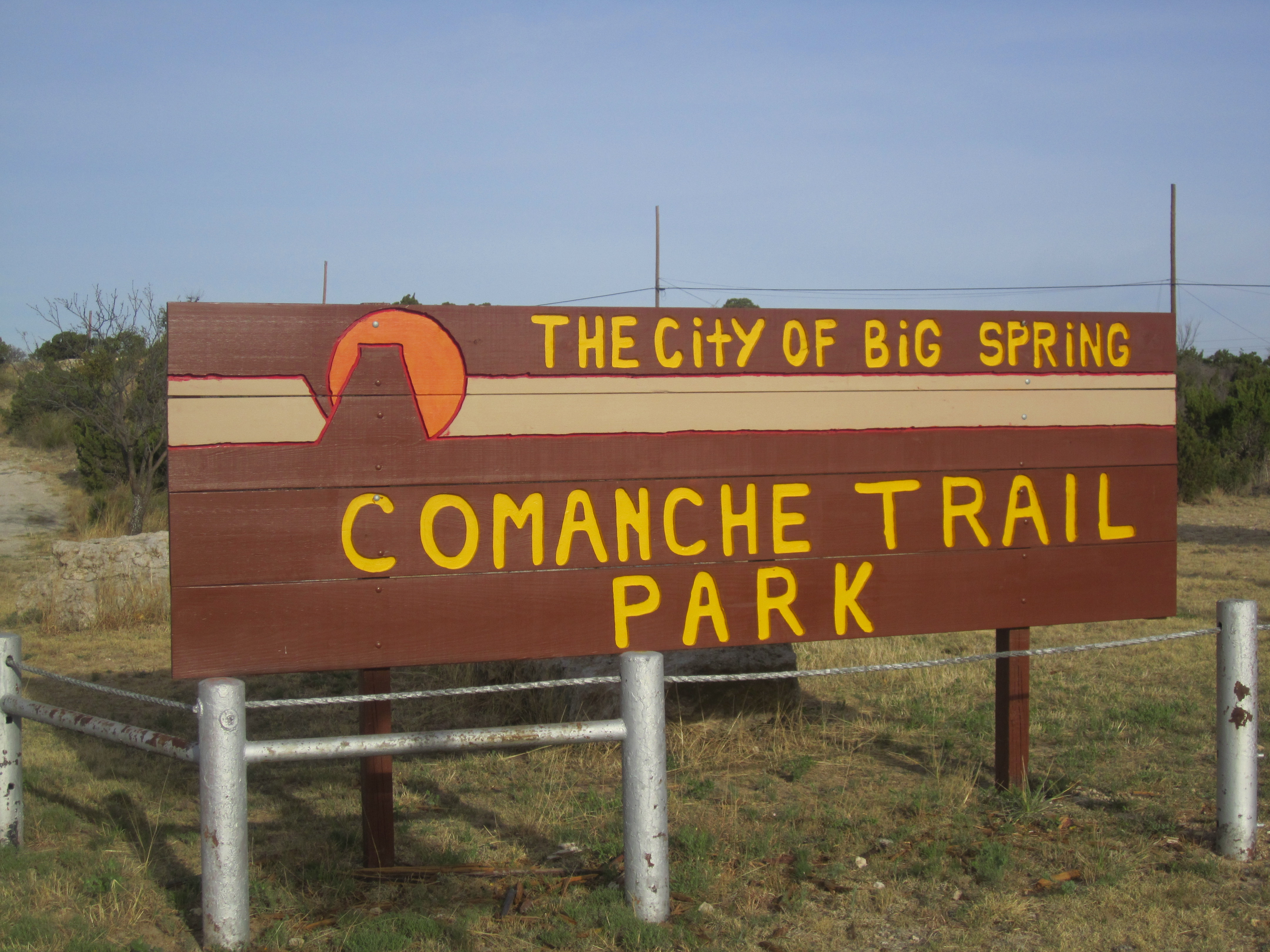
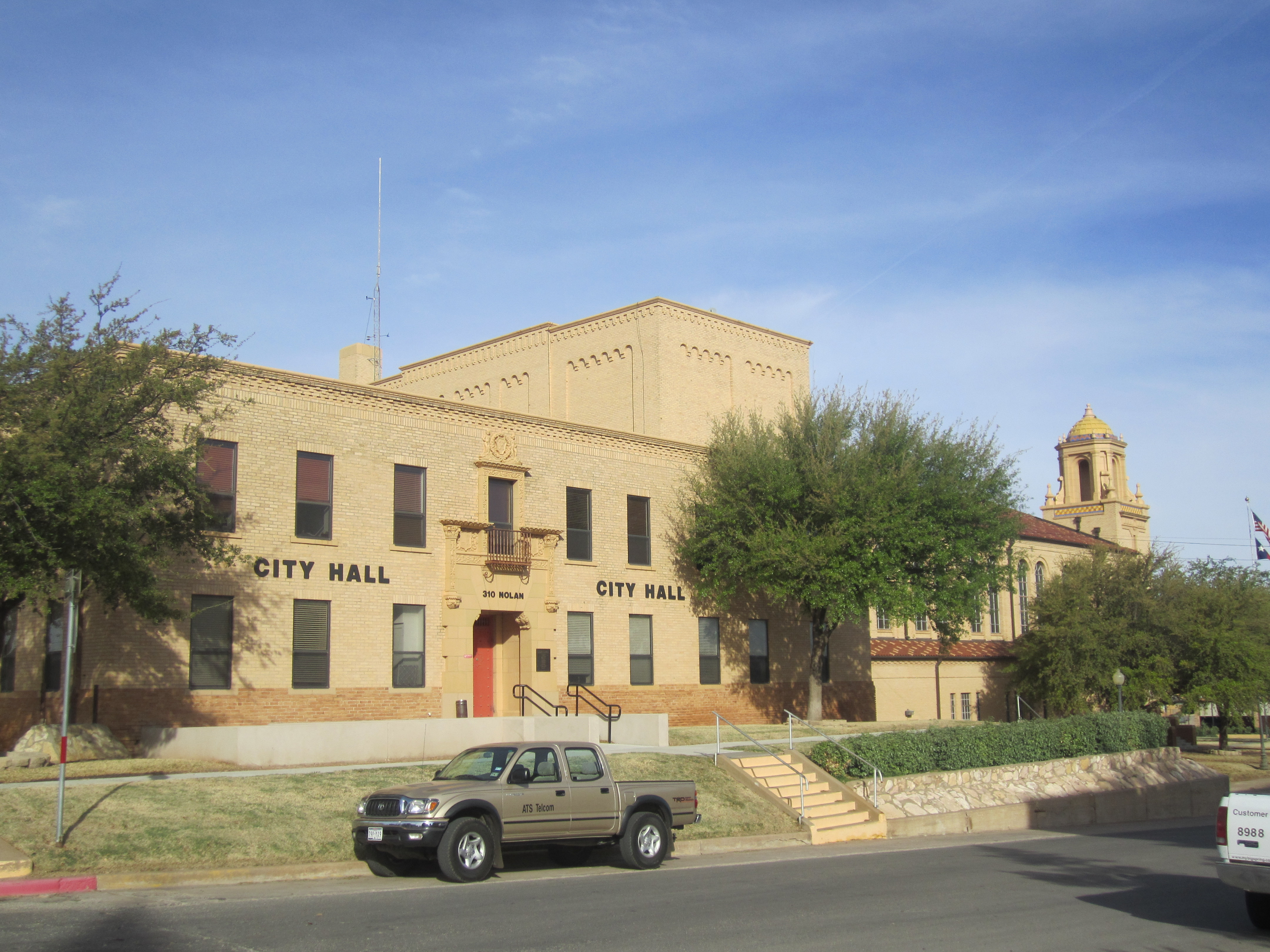
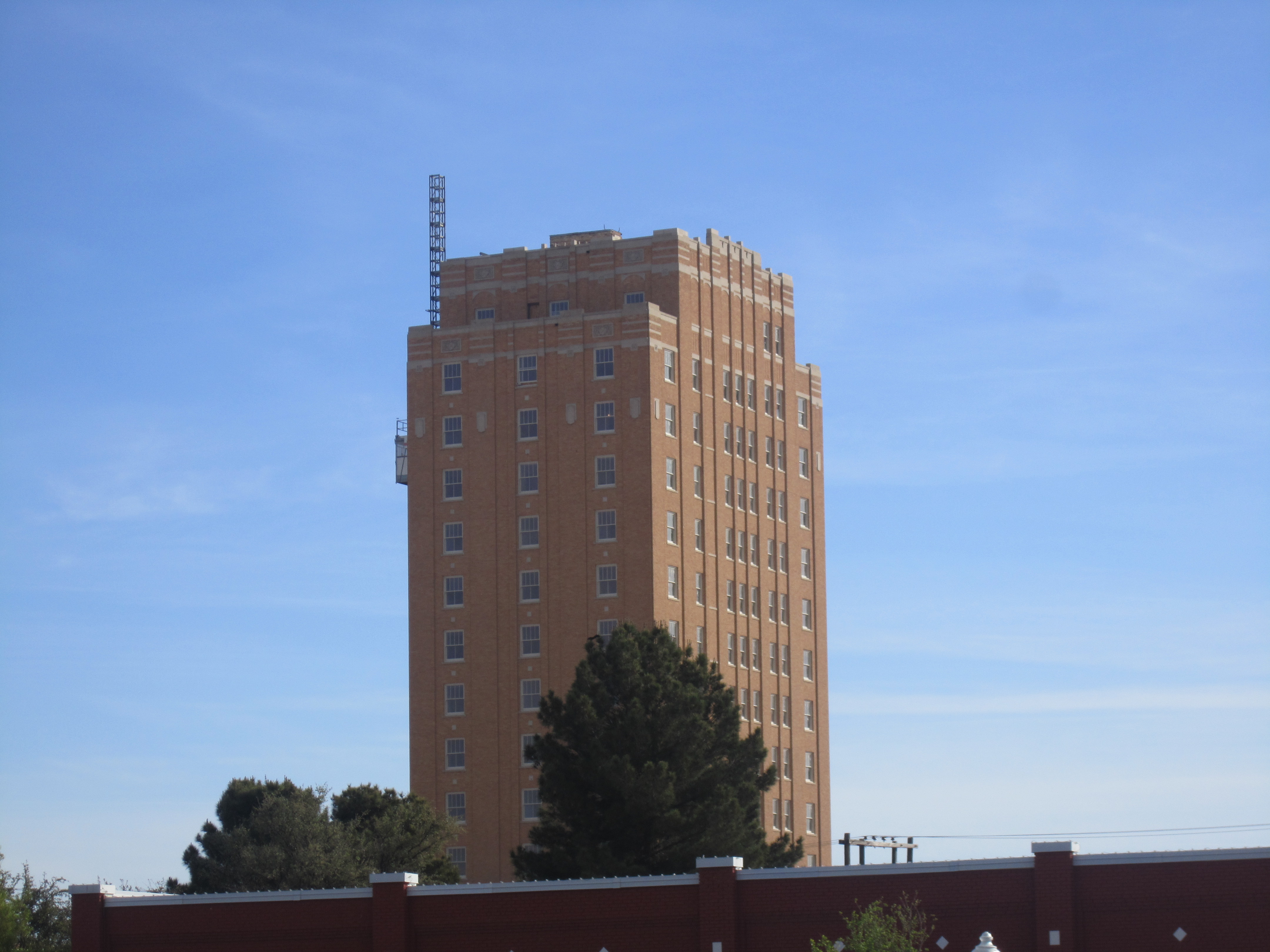
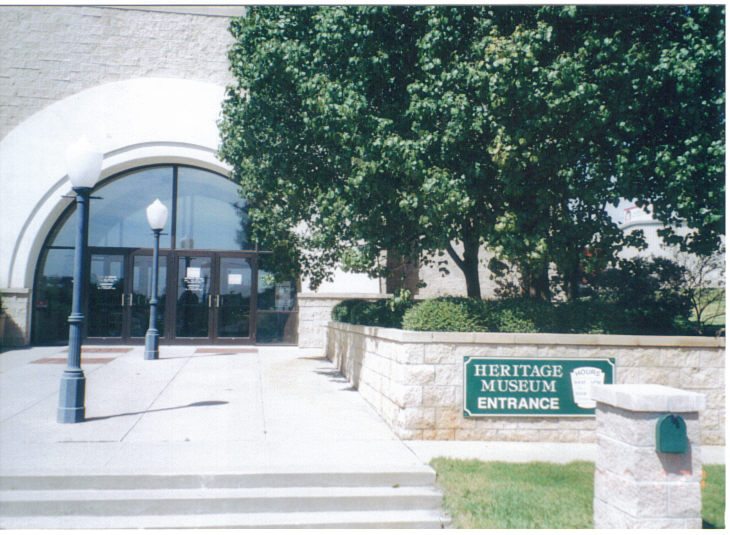
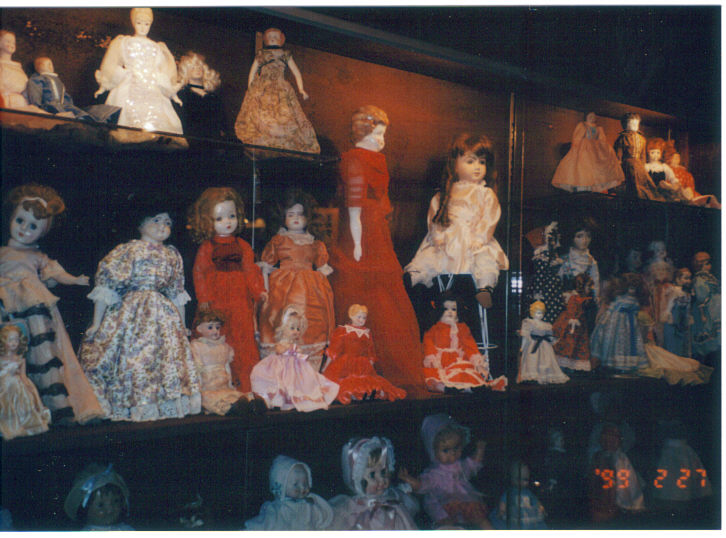
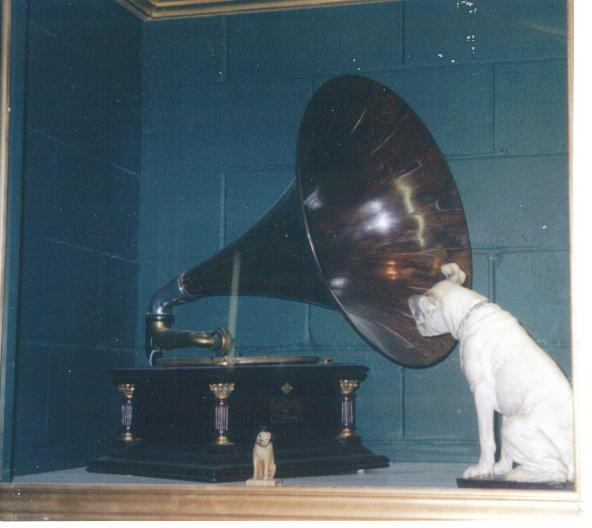
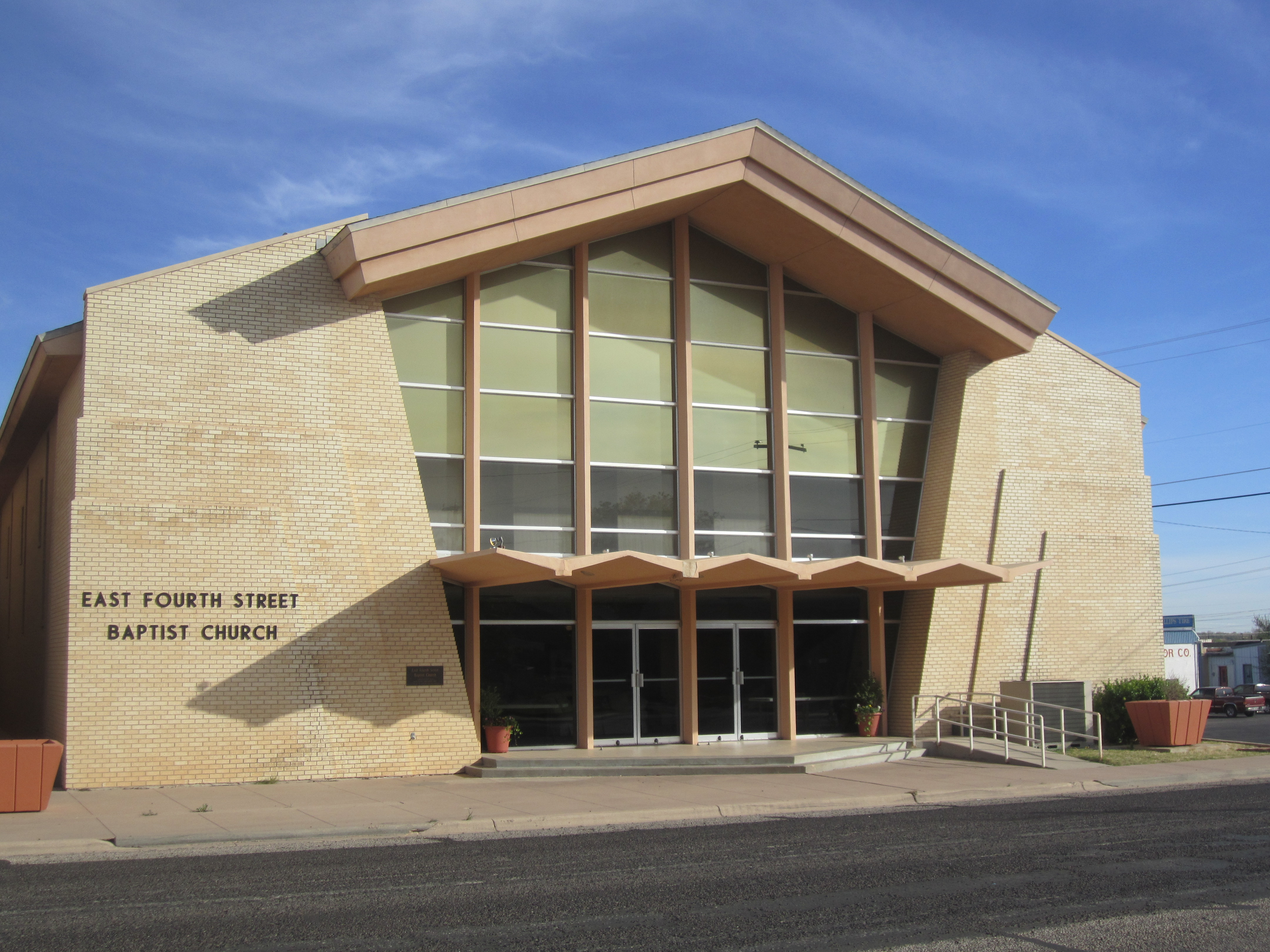
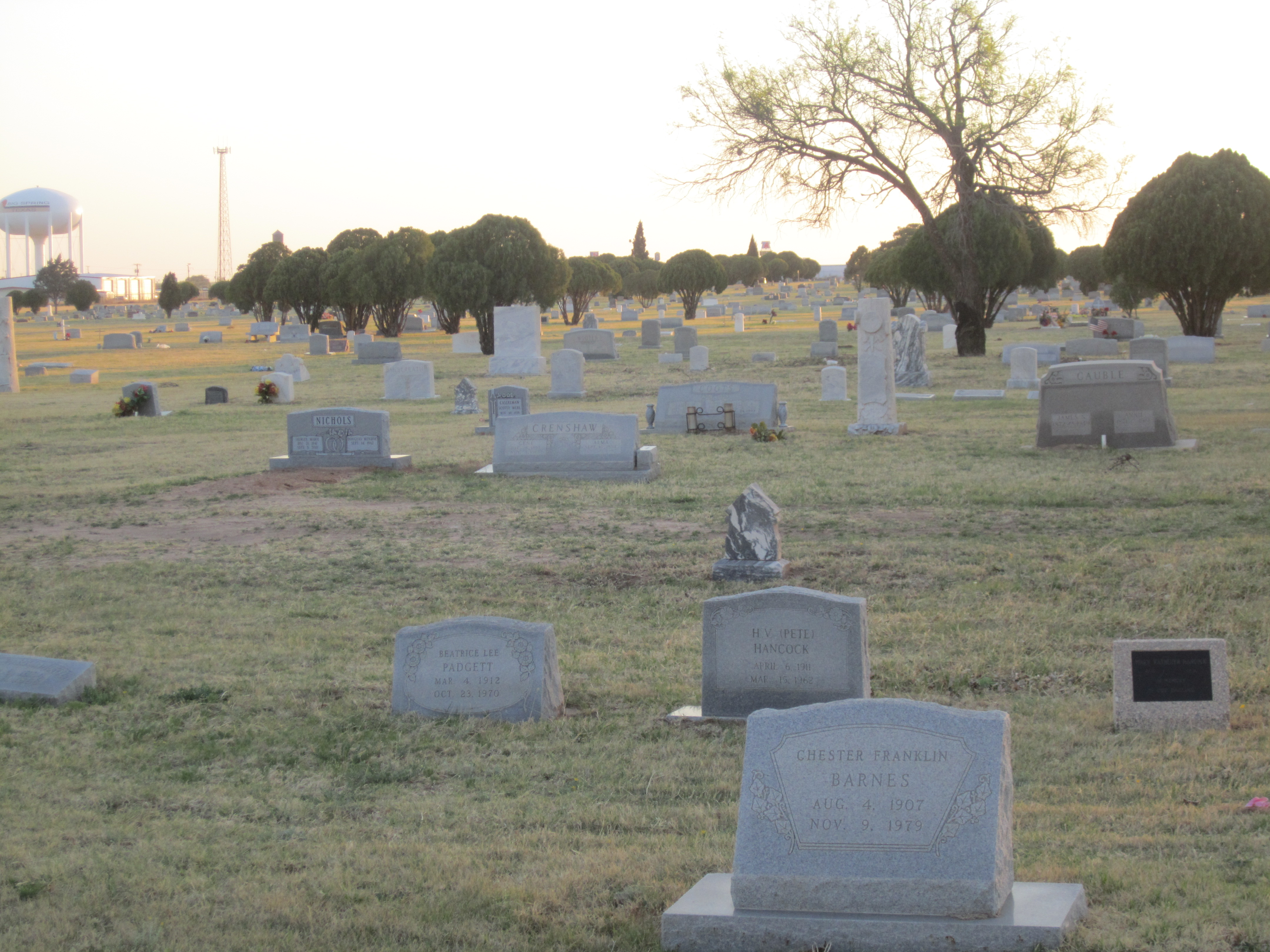
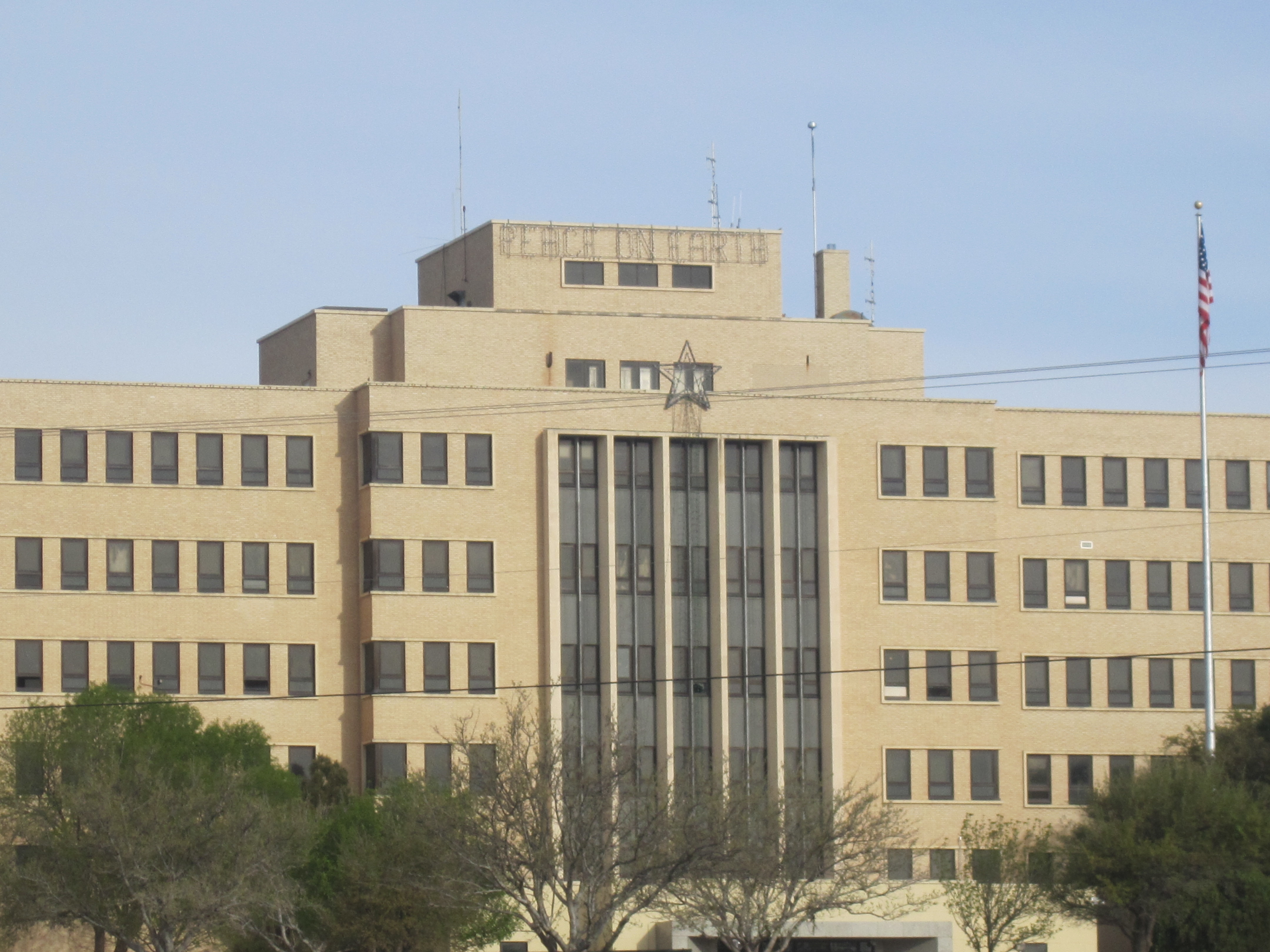
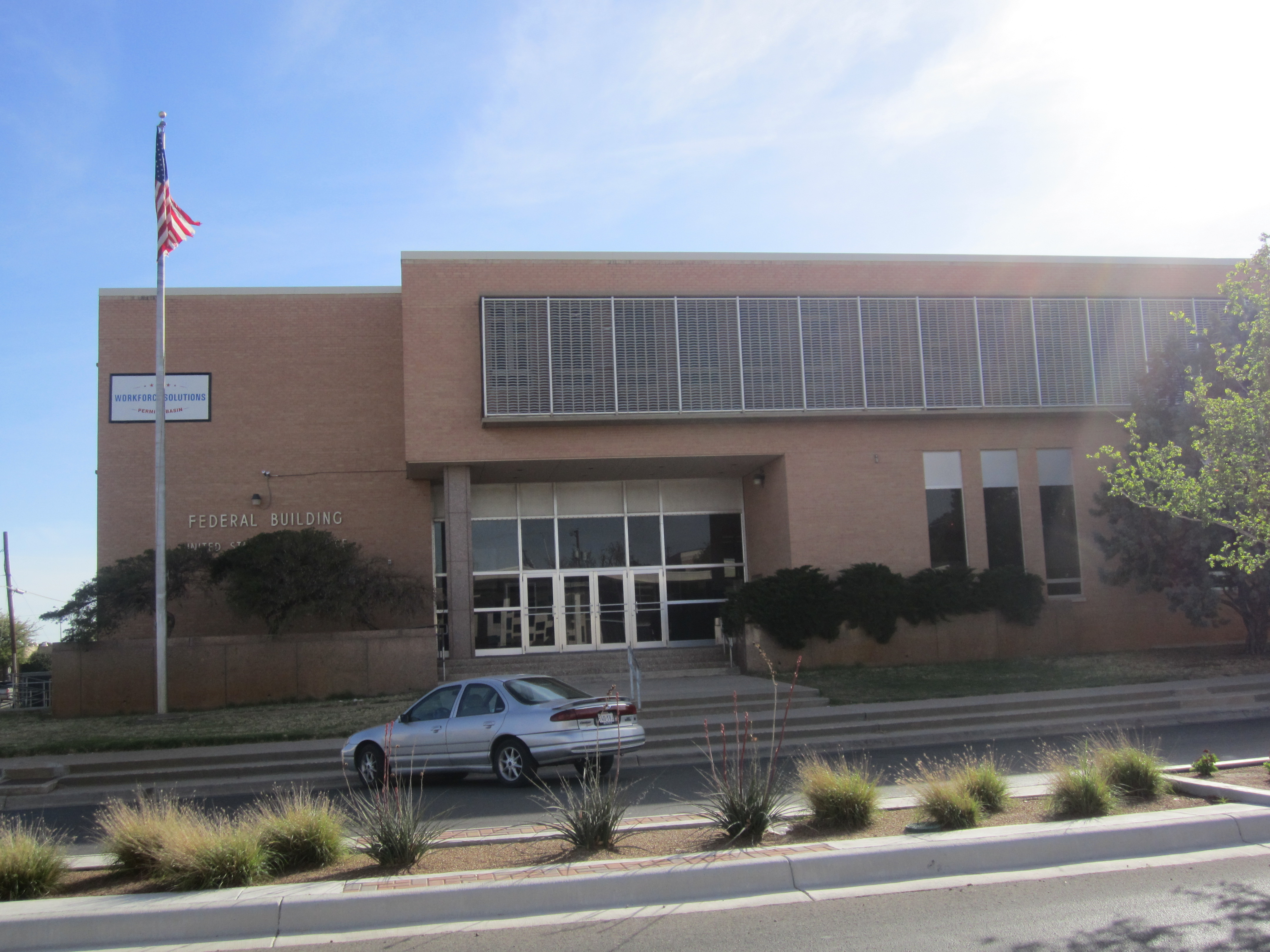